# Palácio do Raio
O Palácio do Raio, também referido como Casa do Mexicano localiza-se na Rua do Raio, n.º 400, na freguesia de Braga (São José de São Lázaro e São João do Souto), na cidade e no município de Braga, no Distrito de Braga, em Portugal. Este palácio é propriedade da Santa Casa da Misericórdia de Braga.
É um dos mais notáveis edifícios de arquitectura civil da cidade, em estilo barroco joanino. Na fachada sobressai a exuberância da decoração, desde logo da porta central ricamente trabalhada e também das 11 janelas dividas pelos dois pisos. Os ornatos são assimétricos, dando ao edifício uma dinâmica e um dramatismo que são comuns na obra do arquitecto André Soares.
A obra teve depois uma segunda campanha, nos finais do século XIX, altura em que foram colocados os azulejos que dão o tom azul à fachada, bem como uma porta de vidros coloridos que separa o átrio da caixa de escadas. É desta altura também a pintura dos tectos e da caixa de escadas, atribuída a José Maria Pereira Júnior mais conhecido por Pereira Cão.
O Palácio do Raio está classificado como Imóvel de Interesse Público desde 1956.

## História

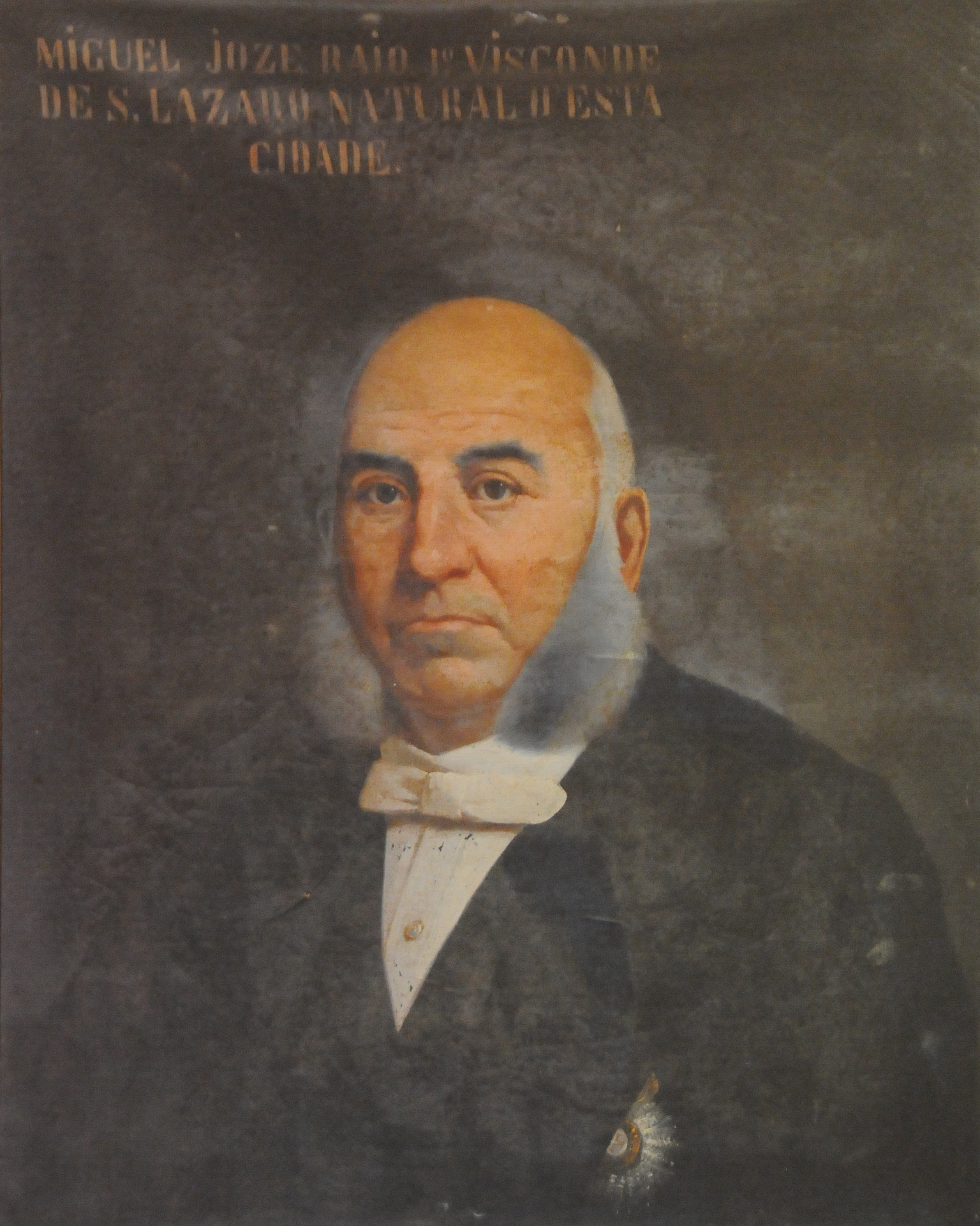
D. Miguel José Raio, 1.º Visconde de São Lázaro

Constitui-se em um palácio, erguido entre 1754–1755 por encomenda de João Duarte de Faria, poderoso comerciante de Braga, com projeto do arquitecto bracarense André Soares.
O imóvel foi vendido em 1853 por José Maria Duarte Peixoto, a Miguel José Raio, visconde de São Lázaro, ficando desde então conhecido como "Palácio do Raio". O visconde, nascido em Braga, fizera fortuna no Brasil. Em 1863, abriu a rua em frente ao palácio, para permitir uma melhor visão da sua casa e poder construir duas habitações para as suas filhas.
Com o seu falecimento, em 1882, devido a dificuldades económicas os herdeiros entregaram o palácio ao Banco do Minho em 28 de dezembro de 1882 que, por sua vez, o revendeu, em 1 de outubro de 1883 à Santa Casa de Misericórdia, que nela instalou alguns serviços do Hospital de São Marcos.
Retornou à posse da Misericórdia de Braga em 1912 que realizou obras de restauro profundas.
Encontra-se classificado como Imóvel de Interesse Público desde 1956.

## Museu

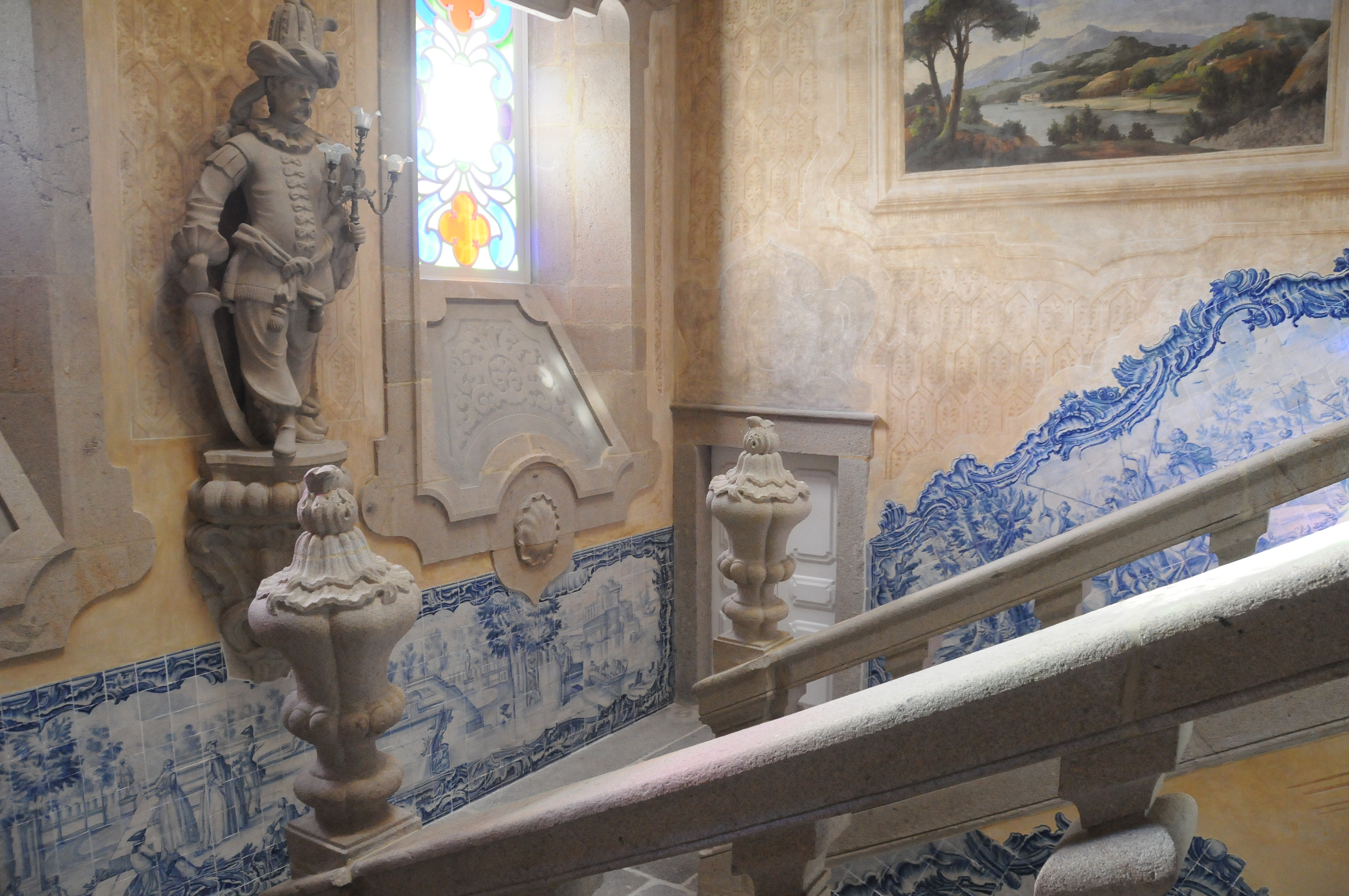
Escadaria principal no interior do palácio

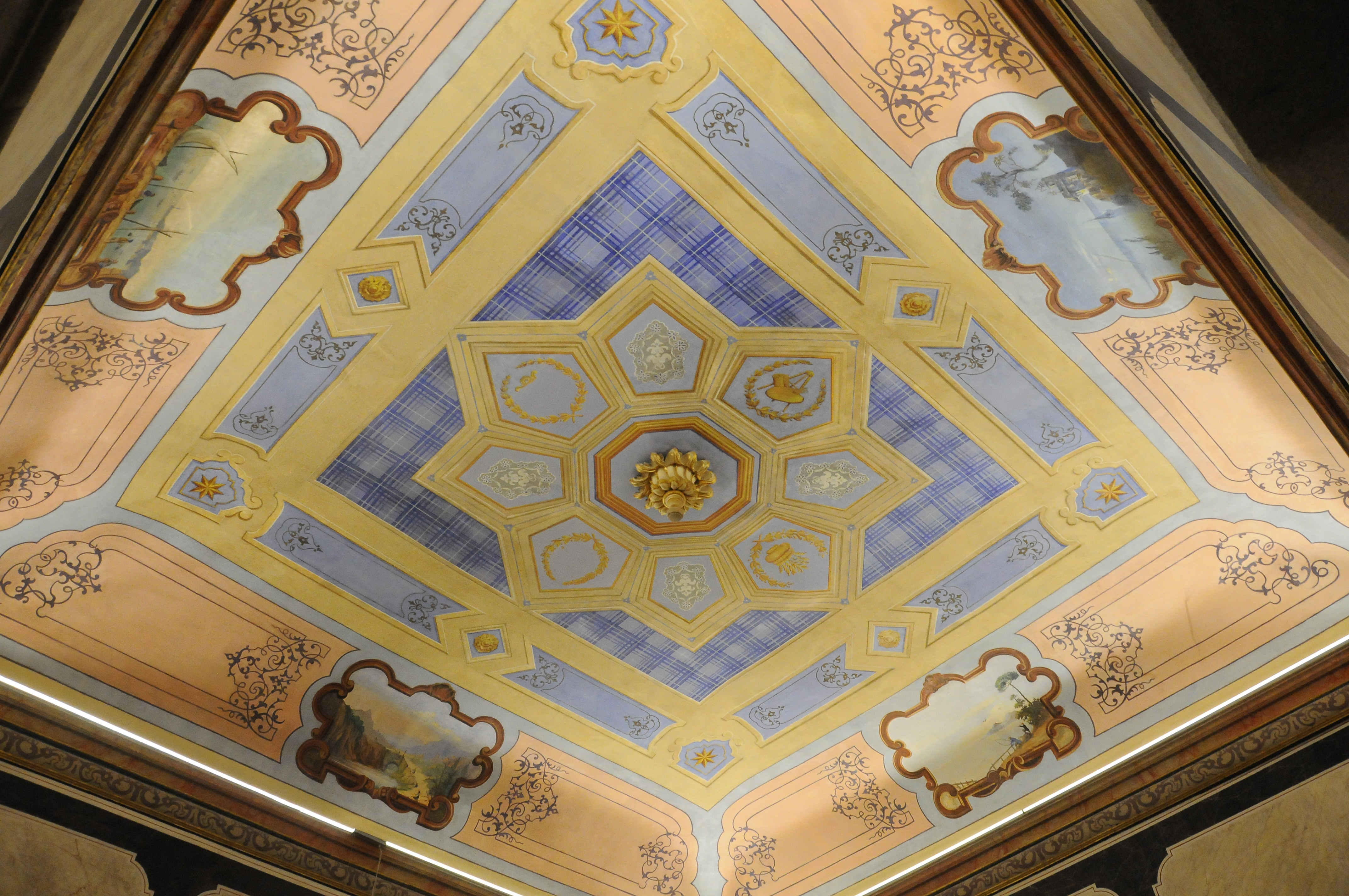
Teto pintado

Restaurado em 2015, é o Centro Interpretativo das Memórias da Misericórdia de Braga, recebendo espólio da instituição e dos cuidados de saúde na região. Para isso foi integralmente reabilitado para acolher o núcleo museológico, bem como o acervo documental da instituição.
Do seu acervo fazem parte máquinas e aparelhos usados nos cuidados médicos, bem como outros utensílios dos antigos hospitais. A iniciativa teve um orçamento de 4,2 milhões de euros usados na reabilitação integral do edifício.
O Centro Interpretativo é constituído por dez salas temáticas com uma resenha histórica e um suporte digital.
O legado artístico de André Soares — autor da obra do palacete do Raio — e de Carlos Amarante em Braga são o ponto de partida para este percurso de ‘memórias’ onde cabem também, por salas, a história da Misericórdia de Braga e das misericórdias no mundo; o Hospital de S. Marcos, com muitos objectos alusivos; a liturgia; a celebração; as procissões, com destaque para a Semana Santa; a pintura religiosa; a escultura religiosa; uma sala dedicada à temática da visitação retratada por um conjunto escultórico para terminar com a ‘galeria’ dos beneméritos e provedores da instituição.
A visita começa com a evocação de dois dos maiores símbolos da arquitetura Bracarense: André Soares e Carlos Amarante. Além da história do próprio Palácio e de todo o processo de recuperação a que foi sujeito, aqui é apresentado o legado artístico dos dois arquitetos e a forma como marcaram a Cidade.
A partir daqui, o visitante é convidado a conhecer a história da Irmandade e da Misericórdia de Braga, com enfoque ao papel desempenhado no assistencialismo e apoio aos mais necessitados.
Nas paredes estão expostos retratos dos Arcebispos que contribuíram para o crescimento da Instituição, enquanto nas vitrinas observam-se diversos objetos, desde as ‘Varas de Mesário’, símbolo de poder na Instituição, passando pela Senhora do Manto Largo, padroeira da Misericórdia, até à ‘Caixa de Despacho’, uma peça do século XVIII quase única no universo das Misericórdias.
E porque falar da Misericórdia é também falar do Hospital de S. Marcos, fundado em 1508, o Centro Interpretativo mostra artigos ligados à botica e utensílios médicos do antigo hospital. Expostos estão ainda documentos dos Séculos XVI, XVII e XVIII que guardam o passado dos cuidados de saúde prestados no Hospital de S. Marcos.
A imponente escadaria do Palácio do Raio é um dos pontos altos da visita. Os painéis de azulejos, a pintura mural e o lanternim merecem uma observação atenta, mas ninguém ficará indiferente ao ‘Turco’, uma escultura situado no topo da escadaria, atribuída também a André Soares.

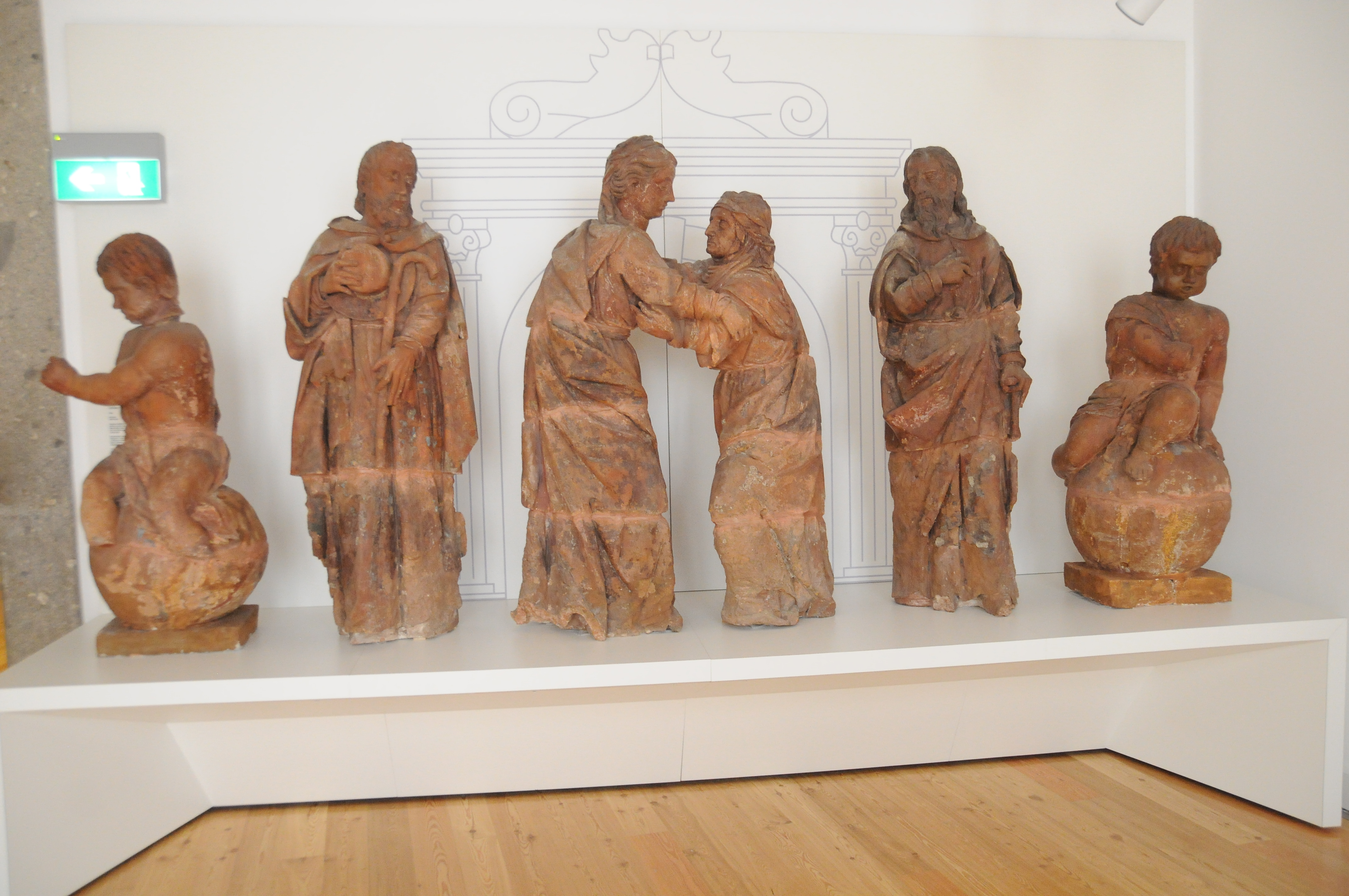
Grupo escultórico da Visitação proveniente da Igreja da Misericórdia de Braga.

Segue-se um percurso pelas salas dedicadas à Liturgia, onde é exposta parte da coleção de paramentos, e à Celebração, com a apresentação de um conjunto de alfaias litúrgicas de grande valor artístico.
No Centro Interpretativo destaca-se também o património imaterial da Santa Casa relacionado com as Solenidades da Semana Santa. Lanternas e bandeiras processionais, o farricoco e os fogaréus remetem o visitante para a procissão do Senhor Ecce Homo, organizada desde tempos antigos pela Misericórdia.
Noutras duas salas, estão reunidas algumas das mais valiosas peças das coleções de Pintura e Escultura da Santa Casa. Além dos quadros dos Séculos XVII e XVIII, há um conjunto de ex-votos e outras peças de grande interesse histórico e artístico. Na Escultura sobressai o conjunto da Visitação em terracota do Século XVII, originalmente colocado na fachada lateral da Igreja da Misericórdia.
A visita termina com a homenagem aos Provedores e Benfeitores da Santa Casa da Misericórdia de Braga. Neste espaço, são apresentados inúmeros retratos, devidamente identificados e legendados, de grandes personalidades da sociedade Bracarense que, ao longo dos tempos, contribuíram para o crescimento da multisecular Instituição.
A inauguração foi em 28 de dezembro de 2015.
O projecto venceu o Prémio Nacional de Reabilitação Urbana 2016, na categoria Impacto Social.